# Fußball-Club St. Pauli von 1910 1998-1999
Questa voce raccoglie le informazioni riguardanti il Fußball-Club St. Pauli von 1910 nelle competizioni ufficiali della stagione 1998-1999.

## Stagione
Nella stagione 1998-1999 il St. Pauli, allenato da Gerhard Kleppinger e Willi Reimann, concluse il campionato di 2. Bundesliga al 9º posto. In Coppa di Germania il St. Pauli fu eliminato al secondo turno dall'Uerdingen 05.

## Rosa
| N. |                                 | Ruolo | Calciatore        |
| -- | ------------------------------- | ----- | ----------------- |
| 1  | Germania (bandiera)             | P     | Klaus Thomforde   |
| 2  | Germania (bandiera)             | D     | André Trulsen     |
| 3  | Germania (bandiera)             | C     | Dirk Wolf         |
| 5  | Germania (bandiera)             | C     | Dirk Dammann      |
| 6  | Germania (bandiera)             | C     | Markus Lotter     |
| 7  | Stati Uniti (bandiera)          | A     | Michael Mason     |
| 8  | Germania (bandiera)             | D     | Stephan Hanke     |
| 9  | Germania (bandiera)             | A     | Marcus Marin      |
| 10 | Germania (bandiera)             | C     | Tim Gutberlet     |
| 11 | Russia (bandiera)               | A     | Yuriy Savichev    |
| 13 | Slovenia (bandiera)             | A     | Oskar Drobne      |
| 14 | Albania (bandiera)              | A     | Artur Maxhuni     |
| 15 | Bosnia ed Erzegovina (bandiera) | C     | Zlatan Bajramović |
| 16 | Germania (bandiera)             | C     | Thomas Meggle     |

| N. |                                | Ruolo | Calciatore          |
| -- | ------------------------------ | ----- | ------------------- |
| 17 | Croazia (bandiera)             | A     | Ivan Klasnić        |
| 18 | Turchia (bandiera)             | C     | Cem Karaca          |
| 19 | Serbia e Montenegro (bandiera) | A     | Dragan Stevanović   |
| 20 | Germania (bandiera)            | C     | Thomas Seeliger     |
| 21 | Germania (bandiera)            | D     | Holger Stanislawski |
| 22 | Germania (bandiera)            | C     | Thomas Puschmann    |
| 23 | Germania (bandiera)            | P     | Carsten Wehlmann    |
| 25 | Germania (bandiera)            | A     | Matthias Scherz     |
| 26 | Germania (bandiera)            | D     | Torsten Chmielewski |
| 27 | Germania (bandiera)            | D     | Steffen Karl        |
| 29 | Germania (bandiera)            | C     | Christian Rahn      |
| 30 | Polonia (bandiera)             | D     | Piotr Staczek       |
| 33 | Germania (bandiera)            | D     | Markus Ahlf         |
| 36 | Germania (bandiera)            | P     | Frank Dröge         |

## Organigramma societario
Area tecnica
- Allenatore: Willi Reimann
- Allenatore in seconda:
- Preparatore dei portieri:
- Preparatori atletici: Ronald Wollmann

## Calciomercato

### Sessione estiva
| Acquisti | Acquisti          | Acquisti              | Acquisti |
| R.       | Nome              | da                    | Modalità |
| -------- | ----------------- | --------------------- | -------- |
| C        | Zlatan Bajramović | St. Pauli (juniores)  |          |
| A        | Oskar Drobne      | Maribor               |          |
| C        | Tim Gutberlet     | Bayern Monaco II      |          |
| C        | Markus Lotter     | Greuther Fürth        |          |
| A        | Artur Maxhuni     | Wehen Wiesbaden       |          |
| C        | Thomas Puschmann  | Duisburg              |          |
| A        | Dragan Stevanović | Wolfsburg             |          |
| C        | Dirk Wolf         | Eintracht Francoforte |          |

| Cessioni | Cessioni           | Cessioni          | Cessioni |
| R.       | Nome               | a                 | Modalità |
| -------- | ------------------ | ----------------- | -------- |
| D        | Ömer Erdoğan       | Erzurumspor       |          |
| C        | Carsten Pröpper    | RW Oberhausen     |          |
| A        | Jens Scharping     | RW Oberhausen     |          |
| C        | Christian Springer | Colonia           |          |
| D        | Karl Werner        | Eintracht Treviri |          |

### Sessione invernale
| Acquisti | Acquisti     | Acquisti       | Acquisti |
| R.       | Nome         | da             | Modalità |
| -------- | ------------ | -------------- | -------- |
| D        | Steffen Karl | Hertha Berlino |          |

| Cessioni | Cessioni    | Cessioni  | Cessioni |
| R.       | Nome        | a         | Modalità |
| -------- | ----------- | --------- | -------- |
| A        | Kai Dittmer | Oldenburg |          |

## Risultati

### 2. Bundesliga

#### Girone di andata
| Arbitro: | Wack |

|           |           |  |
| Mason 68’ | Marcatori |  |

| Arbitro: | Schütz |

|                    |           |  |
| Reichel 89’ (rig.) | Marcatori |  |

| Arbitro: | Buchhart |

|             |           |  |
| Maxhuni 56’ | Marcatori |  |

| Arbitro: | Friedrichs |

|                                    |           |  |
| Krieg 35’ Guié-Mien 43’ Stumpf 45’ | Marcatori |  |

| Arbitro: | Fandel |

|              |           |                       |
| Savichev 87’ | Marcatori | 4’ Labbadia 67’ Reina |

| Arbitro: | Fleischer |

|             |           |                                                |
| Vučević 45’ | Marcatori | 19’ Mason 20’ Chmielewski 29’ Marin 45’ Scherz |

| Arbitro: | Wack |

|             |           |            |
| Trulsen 90’ | Marcatori | 33’ García |

| Arbitro: | Wezel |

|                              |           |  |
| Hecking 14’, 19’ (rig.), 37’ | Marcatori |  |

| Arbitro: | Gettke |

|  |           |             |
|  | Marcatori | 35’ Trkulja |

| Arbitro: | Werthmann |

|                                     |           |  |
| Policella 64’ Sahin 85’ Demandt 89’ | Marcatori |  |

| Arbitro: | Kircher |

|             |           |                                            |
| Choroba 30’ | Marcatori | 5’ Wolf 20’ Seeliger 88’ Scherz 90’ Karaca |

| Arbitro: | Strampe |

|             |           |          |
| Klasnić 74’ | Marcatori | 49’ Rath |

| Arbitro: | Kammerer |

|                                          |           |                        |
| Lipinski 46’ (rig.) Weber 54’ Toborg 67’ | Marcatori | 35’ Trulsen 81’ Scherz |

| Amburgo 15 novembre 1998, ore 15:00 CET 14ª giornata | St. Pauli | 0 – 0 referto | Fortuna Colonia | Millerntor-Stadion (11 526 spett.)\| Arbitro: \| Scheppe \| |
| Arbitro:                                             | Scheppe   |               |                 |                                                             |

| Arbitro: | Weiner |

|                            |           |                             |
| Dobrovol'skij 50’ Tare 87’ | Marcatori | 18’ Scherz 45’ Stanislawski |

| Arbitro: | Koop |

|                            |           |                                            |
| Savichev 62’ Puschmann 72’ | Marcatori | 33’ de Haar 44’ van der Ven 90’ Schuchardt |

| Arbitro: | Margenberg |

|  |           |                      |
|  | Marcatori | 18’ Reichel 88’ Türr |

#### Girone di ritorno
| Arbitro: | Hufgard |

|            |           |                                |
| Sailer 74’ | Marcatori | 54’ Marin 69’ Mason 82’ Scherz |

| Arbitro: | Fleischer |

|                                         |           |                              |
| Dikhtiar 12’ Sané 31’, 55’ Feinbier 47’ | Marcatori | 19’ Stevanović 27’ Puschmann |

| Arbitro: | Lange |

|  |           |                              |
|  | Marcatori | 45’ (rig.) Trulsen 83’ Marin |

| Arbitro: | Blumenstein |

|           |           |  |
| Marin 75’ | Marcatori |  |

| Bielefeld 12 marzo 1999, ore 19:00 CET 22ª giornata | Arminia Bielefeld | 0 – 0 referto | St. Pauli | Bielefelder Alm (13 107 spett.)\| Arbitro: \| Margenberg \| |
| Arbitro:                                            | Margenberg        |               |           |                                                             |

| Amburgo 22 marzo 1999, ore 20:15 CET 23ª giornata | St. Pauli | 0 – 0 referto | Colonia | Millerntor-Stadion (15 008 spett.)\| Arbitro: \| Sippel \| |
| Arbitro:                                          | Sippel    |               |         |                                                            |

| Arbitro: | Werthmann |

|                            |           |                |
| Seifert 37’ Zimmermann 90’ | Marcatori | 89’ Stevanović |

| Arbitro: | Jansen |

|  |           |                      |
|  | Marcatori | 41’ Kehl 55’ Morinas |

| Arbitro: | Gettke |

|                                                |           |           |
| Unsöld 35’ Dammann 45’ (aut.) Zdrilić 73’, 84’ | Marcatori | 32’ Marin |

| Arbitro: | Hauer |

|                       |           |           |
| Lotter 78’ Karaca 90’ | Marcatori | 33’ Klopp |

| Arbitro: | Weber |

|             |           |  |
| Klasnić 15’ | Marcatori |  |

| Arbitro: | Kammerer |

|  |           |                            |
|  | Marcatori | 13’, 45’ Marin 25’ Klasnić |

| Arbitro: | Lange |

|          |           |              |
| Marin 9’ | Marcatori | 52’ Lipinski |

| Arbitro: | Scheppe |

|                    |           |            |
| Younga-Mouhani 90’ | Marcatori | 79’ Lotter |

| Arbitro: | Hufgard |

|                                                          |           |  |
| Hanke 24’ Meggle 31’, 64’ Trulsen 52’ (rig.) Klasnić 56’ | Marcatori |  |

| Arbitro: | Wezel |

|                    |           |           |
| Scherbe 48’ (rig.) | Marcatori | 17’ Marin |

| Arbitro: | Schütz |

|                                                |           |                         |
| Klasnić 11’, 28’, 53’, 70’ Marin 30’ Hanke 64’ | Marcatori | 10’ Minkwitz 12’ Kevric |

### Coppa di Germania
| Arbitro: | Krug |

|  |           |                    |
|  | Marcatori | 59’ (rig.) Maxhuni |

| Arbitro: | Zerr |

|                                               |                      |                                                    |
| Šmejkal 68’                                   | Marcatori            | 5’ Marin                                           |
| Šmejkal Nacev Spizak Grauer Scherbe von Ahlen | Tiri di rigore 5 – 4 | Trulsen Stanislawski Seeliger Savichev Marin Hanke |

## Statistiche

### Statistiche di squadra
| Competizione      | Punti | In casa | In casa | In casa | In casa | In casa | In casa | In trasferta | In trasferta | In trasferta | In trasferta | In trasferta | In trasferta | Totale | Totale | Totale | Totale | Totale | Totale | DR |
| Competizione      | Punti | G       | V       | N       | P       | Gf      | Gs      | G            | V            | N            | P            | Gf           | Gs           | G      | V      | N      | P      | Gf     | Gs     | DR |
| ----------------- | ----- | ------- | ------- | ------- | ------- | ------- | ------- | ------------ | ------------ | ------------ | ------------ | ------------ | ------------ | ------ | ------ | ------ | ------ | ------ | ------ | -- |
| 2. Bundesliga     | 45    | 17      | 7       | 5       | 5       | 23      | 16      | 17           | 5            | 4            | 8            | 26           | 30           | 34     | 12     | 9      | 13     | 49     | 46     | +3 |
| Coppa di Germania | -     | 0       | 0       | 0       | 0       | 0       | 0       | 2            | 1            | 1            | 0            | 2            | 1            | 2      | 1      | 1      | 0      | 2      | 1      | +1 |
| Totale            | 45    | 17      | 7       | 5       | 5       | 23      | 16      | 19           | 6            | 5            | 8            | 28           | 31           | 36     | 13     | 10     | 13     | 51     | 47     | +4 |

### Andamento in campionato
| Giornata  | 1 | 2 | 3 | 4 | 5  | 6  | 7 | 8  | 9  | 10 | 11 | 12 | 13 | 14 | 15 | 16 | 17 | 18 | 19 | 20 | 21 | 22 | 23 | 24 | 25 | 26 | 27 | 28 | 29 | 30 | 31 | 32 | 33 | 34 |
| --------- | - | - | - | - | -- | -- | - | -- | -- | -- | -- | -- | -- | -- | -- | -- | -- | -- | -- | -- | -- | -- | -- | -- | -- | -- | -- | -- | -- | -- | -- | -- | -- | -- |
| Luogo     | C | T | C | T | C  | T  | C | T  | C  | T  | T  | C  | T  | C  | T  | C  | C  | T  | T  | T  | C  | T  | C  | T  | C  | T  | C  | C  | T  | C  | T  | C  | T  | C  |
| Risultato | V | P | V | P | P  | V  | N | P  | P  | P  | V  | N  | P  | N  | N  | P  | P  | V  | P  | V  | V  | N  | N  | P  | P  | P  | V  | V  | V  | N  | N  | V  | N  | V  |
| Posizione | 6 | 9 | 6 | 9 | 11 | 10 | 9 | 11 | 13 | 14 | 13 | 12 | 13 | 13 | 13 | 13 | 12 | 12 | 12 | 12 | 11 | 12 | 13 | 13 | 13 | 13 | 12 | 12 | 12 | 12 | 12 | 10 | 10 | 9  |

Legenda:

Luogo: C = Casa; T = Trasferta. Risultato: V = Vittoria; N = Pareggio; P = Sconfitta.

### Statistiche dei giocatori
| Giocatore       | 2. Bundesliga | 2. Bundesliga | 2. Bundesliga | 2. Bundesliga | Coppa di Germania | Coppa di Germania | Coppa di Germania | Coppa di Germania | Totale   | Totale | Totale      | Totale     |
| Giocatore       | Presenze      | Reti          | Ammonizioni   | Espulsioni    | Presenze          | Reti              | Ammonizioni       | Espulsioni        | Presenze | Reti   | Ammonizioni | Espulsioni |
| --------------- | ------------- | ------------- | ------------- | ------------- | ----------------- | ----------------- | ----------------- | ----------------- | -------- | ------ | ----------- | ---------- |
| M. Ahlf         | 13            | 0             | 1             | 0             | 0                 | 0                 | 0                 | 0                 | 13       | 0      | 1           | 0          |
| Z. Bajramović   | 4             | 0             | 1             | 0             | 0                 | 0                 | 0                 | 0                 | 4        | 0      | 1           | 0          |
| T. Chmielewski  | 17            | 1             | 2             | 1             | 2                 | 0                 | 0                 | 0                 | 19       | 1      | 2           | 1          |
| D. Dammann      | 24            | 0             | 3             | 0             | 1                 | 0                 | 0                 | 0                 | 25       | 0      | 3           | 0          |
| O. Drobne       | 2             | 0             | 1             | 0             | 1                 | 0                 | 0                 | 0                 | 3        | 0      | 1           | 0          |
| F. Dröge        | 0             | 0             | 0             | 0             | 0                 | 0                 | 0                 | 0                 | 0        | 0      | 0           | 0          |
| T. Gutberlet    | 3             | 0             | 0             | 0             | 0                 | 0                 | 0                 | 0                 | 3        | 0      | 0           | 0          |
| S. Hanke        | 28            | 2             | 8             | 1             | 1                 | 0                 | 1                 | 0                 | 29       | 2      | 9           | 1          |
| C. Karaca       | 29            | 2             | 3             | 0             | 2                 | 0                 | 1                 | 0                 | 31       | 2      | 4           | 0          |
| S. Karl         | 9             | 0             | 3             | 0             | 0                 | 0                 | 0                 | 0                 | 9        | 0      | 3           | 0          |
| I. Klasnić      | 24            | 8             | 1             | 0             | 0                 | 0                 | 0                 | 0                 | 24       | 8      | 1           | 0          |
| M. Lotter       | 24            | 2             | 4             | 0             | 1                 | 0                 | 0                 | 0                 | 25       | 2      | 4           | 0          |
| M. Marin        | 31            | 10            | 8             | 0             | 1                 | 1                 | 0                 | 0                 | 32       | 11     | 8           | 0          |
| M. Mason        | 23            | 3             | 2             | 0             | 2                 | 0                 | 1                 | 0                 | 25       | 3      | 3           | 0          |
| A. Maxhuni      | 11            | 1             | 2             | 0             | 1                 | 1                 | 0                 | 0                 | 12       | 2      | 2           | 0          |
| T. Meggle       | 20            | 2             | 5             | 0             | 1                 | 0                 | 1                 | 0                 | 21       | 2      | 6           | 0          |
| T. Puschmann    | 17            | 2             | 5             | 0             | 2                 | 0                 | 0                 | 0                 | 19       | 2      | 5           | 0          |
| C. Rahn         | 0             | 0             | 0             | 0             | 0                 | 0                 | 0                 | 0                 | 0        | 0      | 0           | 0          |
| Y. Savichev     | 9             | 2             | 1             | 0             | 2                 | 0                 | 0                 | 0                 | 11       | 2      | 1           | 0          |
| M. Scherz       | 29            | 5             | 8             | 0             | 2                 | 0                 | 1                 | 0                 | 31       | 5      | 9           | 0          |
| T. Seeliger     | 25            | 1             | 5             | 1             | 1                 | 0                 | 0                 | 0                 | 26       | 1      | 5           | 1          |
| P. Staczek      | 0             | 0             | 0             | 0             | 0                 | 0                 | 0                 | 0                 | 0        | 0      | 0           | 0          |
| H. Stanislawski | 28            | 1             | 2             | 0             | 2                 | 0                 | 0                 | 0                 | 30       | 1      | 2           | 0          |
| D. Stevanović   | 6             | 2             | 3             | 0             | 0                 | 0                 | 0                 | 0                 | 6        | 2      | 3           | 0          |
| K. Thomforde    | 17            | 0             | 2             | 0             | 2                 | 0                 | 1                 | 0                 | 19       | 0      | 3           | 0          |
| A. Trulsen      | 32            | 4             | 13            | 0             | 2                 | 0                 | 1                 | 0                 | 34       | 4      | 14          | 0          |
| C. Wehlmann     | 17            | 0             | 0             | 0             | 0                 | 0                 | 0                 | 0                 | 17       | 0      | 0           | 0          |
| D. Wolf         | 31            | 1             | 3             | 0             | 2                 | 0                 | 0                 | 0                 | 33       | 1      | 3           | 0          |